# Cantone di Brioude-Nord
Il Cantone di Brioude-Nord era una divisione amministrativa dell'Arrondissement di Brioude.
A seguito della riforma approvata con decreto del 17 febbraio 2014, che ha avuto attuazione dopo le elezioni dipartimentali del 2015, è stato soppresso.

## Composizione
Comprendeva parte della città di Brioude e 8 comuni:
- Bournoncle-Saint-Pierre
- Beaumont
- Cohade
- Lamothe
- Paulhac
- Saint-Beauzire
- Saint-Géron
- Saint-Laurent-Chabreuges